# ネヴァ川の戦い
ネヴァ川の戦い（ネヴァがわのたたかい、ロシア語: Невская битва、スウェーデン語: slaget vid Neva、フィンランド語: Nevan taistelu）は、1240年7月15日、ロシアのネヴァ川河畔（現在のウスチ・イジョラ付近） において、ノヴゴロド公国（共和国）と第二次スウェーデン十字軍（スウェーデン人、ノルウェー人、フィンランド人（スオミ、タヴァスティア））の間で行われたスウェーデン・ノヴゴロド戦争における戦闘。ロシア史上ではアレクサンドル・ネフスキーによる民族的勝利として位置づけられているが、その他の国では記録がなく、その規模や存在そのものを疑問視する説もある。
第二次スウェーデン十字軍の侵攻の目的はおそらく、100年以上ノヴゴロドが握ってきたネヴァ川やラドガ湖の水運の奪取、ひいてはヴァリャーグからギリシアへの道におけるロシア勢力による独占を崩すことであった。

## ロシア側の資料
ネヴァ川の戦いの存在はロシアの資料でしか確認できない。この戦闘についての最初の文献は、14世紀の第一ノヴゴロド年代記である。 これによると、敵の連合艦隊襲来の報を受けたノヴゴロド公ヤロスラフ2世の息子で20歳だったアレクサンドル・ヤロスラヴィチ（ネフスキー）は直ちに小規模な手勢と地元の民兵を引き連れ、敵がラドガ湖に到達する前に会敵した。年代記は戦闘の経過を以下のように記している。

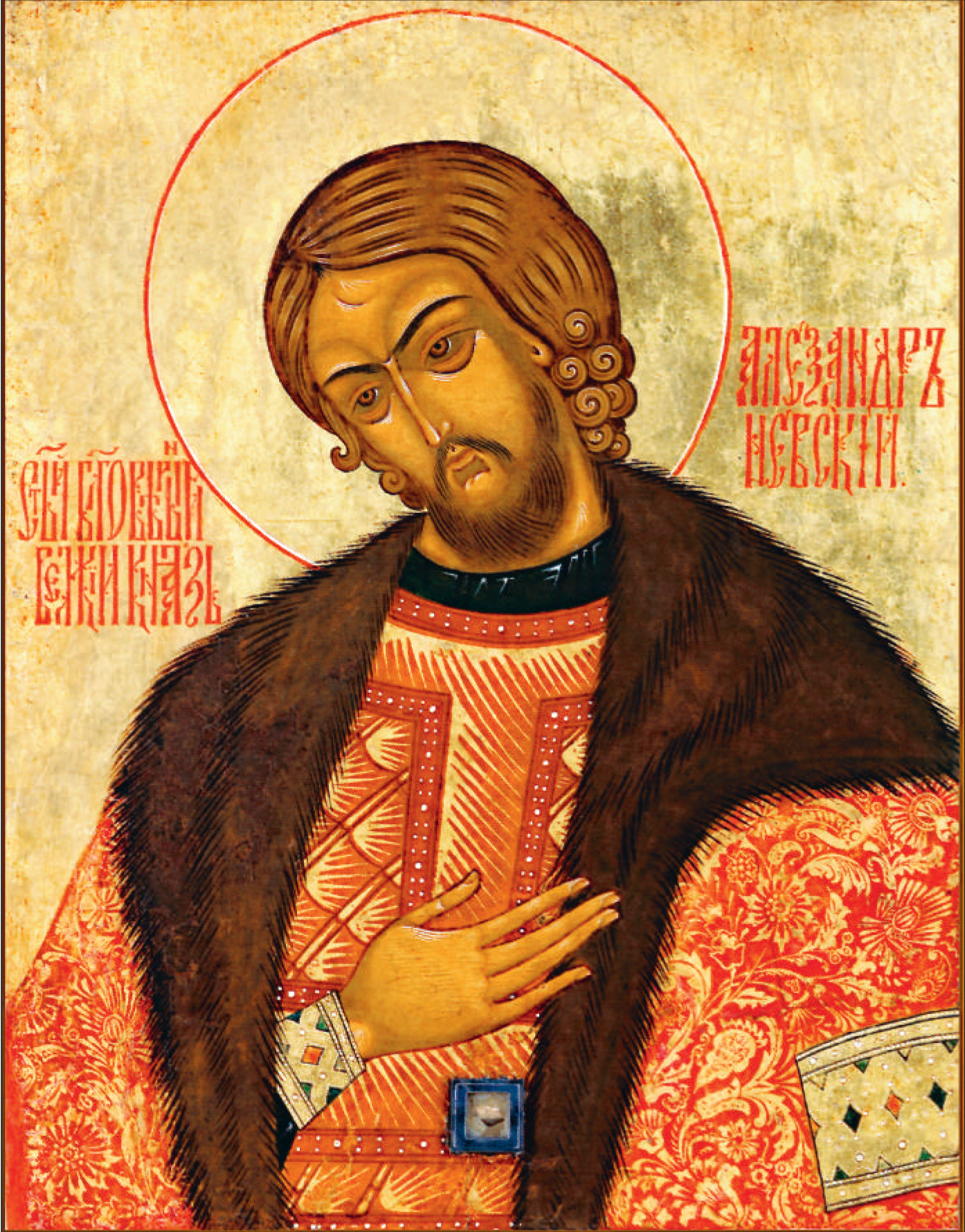
アレクサンドル・ネフスキー

"スウェーデン人は強大な陸軍を、ノルウェー人とフィンランド人、タヴァスティア人は膨大な数の軍船を伴い、またスウェーデン人はその王子や聖職者も同伴していた。彼らはイジョラ川の河口のネヴァに留まり、ラドガ湖を、ひいてはノヴゴロドの全領域を奪おうとしていた。それでも慈悲深い神は我ら（ノヴゴロド）を愛し、外敵から守護なさった。スウェーデン軍がラドガへ向かっているとするお告げを受けても、アレクサンドル（ネフスキー）は怯むことなく、ノヴゴロド人やラドガの人々と共に赴き、聖ソフィアと神の母、聖母マリアの守護を受けて、7月15日、聖キリクとウリタの日に彼ら（スウェーデン人）を打ち破ったのである。この日は、630人の教父 がカルケドンに公会議を開いたのと同じ日であり、この地に大挙して押し寄せた多くのスウェーデン人たちと首領スピリドンがそこで殺された。多くが、聖職者までもが殺されたと主張する者がいるが、高貴な者は彼らを船に乗せて返したのだが、それ以外の数知れぬ者たちは穴を掘って彼らを投げ込み埋め、他の多くの者も傷ついたのだ。その夜、彼らは月曜日の日の出を見る前に、恥辱にまみれて逃げ去った。ノヴゴロドの軍勢で斃れたのは、コンスタンチン・ルゴチニッチ、Yuryata Pinyashchinich、 Namest Drochilo、 Nesdylov son of Kozhevnik、ラドガの20もしくはそれ以下の男たちである。しかしアレクサンドル公子はノヴゴロドとラドガの軍勢を連れて、神と聖ソフィア、すべての聖人に守られて無事に帰還したのだった。"
16世紀の書物では、聖書との豊富な関連付けによってこの戦いをさらに詳細かつ大仰に脚色している。
大軍を小勢で破ったこの戦いは「ネヴァ川の奇跡」と呼ばれるようになり、公子アレクサンドル・ヤロスラヴィチには「ネフスキー（ネヴァ川の）」という通称がついた。彼は2年後の1242年に氷上の戦いでリヴォニア騎士団の侵攻をも阻止した。しかしこの十字軍遠征の結果ノヴゴロドの拡大は止まり、フィンランドやエストニアといった更なる東方への進出は不可能になった。

## スウェーデン側の資料
ノヴゴロドと交戦したとされるスウェーデンに、ネヴァ川の戦いを伝える資料はない。

### スウェーデンの状況
1222年にヨハン1世が死去した後、スウェーデンは事実上の内戦に陥った。これは従来の部族社会の存続を望む 名門フォルクング家と、教会の後押しを受ける国王の争いであり、それはすなわち中央集権化と 課税 に抵抗するウップランド人と、特権階級となった教会勢力の闘争であった。 国王エリク11世は1229年に退位させられ、1234年に王位を奪回したものの、ウップランドの大幅な自治とフォルクング家のウップランド支配を認めざるを得なかった。1247年に停戦期間が終わったのち、国王派貴族のビルイェル・ヤールがスパルサートラの戦いでフォルクング家を破り、翌1248年に当主ホルムイェル・クヌートソンを処刑してようやく王権が安定した。
またスウェーデンは、1225年のノルウェー人による悪名高いヴェルムランド遠征以来、ノルウェーとの戦争の瀬戸際にあった。関係改善が進んだのは1249年にビリエル・ヤールが築いたルードゥーサの和約以降であった。それ以前は、ノルウェーはフォルクングに軍を駐留させ保護・加担していた。
こうした状況の中で、スウェーデンが大規模なノヴゴロド遠征をおこなったという事は考えにくい。スウェーデンでは1222年から1249年までの間に前述のもの以外の軍事行動があったとは知られておらず、しかも敵対していたノルウェーと共同で侵攻したというロシア資料は疑問視されている。

### 諸説
近年の概説書 では、スウェーデンの遠征は1237年にローマ教皇がウプサラの大司教に送った手紙が間接的に影響した可能性を示唆している。この手紙は十字軍の結成を雄弁に呼びかけたもので、その攻撃対象はノヴゴロドではなく、教会に敵対したとされたフィンランドのタヴァスティア人だった。おそらくスウェーデン王は十字軍結成に後ろ向きだったが、鬱屈したフォルクングの人々にヴァイキング時代の栄光を思い出させるには十分だった。彼らはライダングと呼ばれる徴兵制度のおかげで王の干渉を受けずにを独自の軍隊を編成することができたうえ、ノルウェーからの義勇軍や、以前からノヴゴロドと争っていたフィンランドの司教トマスらの支援を受けた。この目的も国籍も違う雑多な軍勢は、タヴァスティアよりも旨味があるネヴァへ向かい、アレクサンドル・ネフスキーと衝突したとしている。1241年にノルウェー王がスウェーデン王に和平を申し出たのはネヴァ川の戦いの余波とも考えられるが、この時は申し出は拒絶されている。
しかし、一般に他の多くの研究では、ネヴァ川の戦いとはよくある国境の小競り合いにすぎなかったものが後のロシアの政治的な目的のため誇張されたに過ぎないものとされており、重要性は疑問視されている。
他にも多様な説が提起されている。ある歴史家は、当時のスウェーデン軍は既にビルィエル・ヤールの元で統率がなされていたとしている。後代のロシア側の資料にスウェーデン軍の指揮官として記されている「ビルゲル」はビルイェルを指しているが、前述のとおり彼がノヴゴロド侵攻に参加していたことは証明されていない。 第一ノヴゴロド年代記に登場する首領スピリドンをビルイェルと関連付ける歴史家も少数いるが、ビルイェルは1240年以降も存命している。またノルウェー人、フィンランド人、タヴァスティア人の参加という疑わしい情報は、スウェーデンが周辺諸国に支配されていた14世紀に第一ノヴゴロド年代記の筆者が作り上げたものだとする説もある。